# Himantoglossum
Himantoglossum és un gènere amb diverses espècies d'orquídies monopòdiques i terrestres de la subtribu Orchidinae, de la família Orchidaceae. Es troben a Europa i a la regió mediterrània.

## Llista d'espècies
1. Himantoglossum adriaticum H.Baumann (1978).
2. Himantoglossum affine (Boiss.) Schltr. (1918).
3. Himantoglossum calcaratum (Beck) Schltr. (1927).
4. Himantoglossum caprinum (M.Bieb.) Spreng. (1826).
5. Himantoglossum comperianum (Steven) P.Delforge (1999).
6. Himantoglossum formosum (Steven) K.Koch (1849).
7. Himantoglossum galilaeum Shifman (2008).
8. Himantoglossum hircinum (L.) Spreng. (1826).
9. Himantoglossum metlesicsianum (W.P.Teschner) P.Delforge (1999). - endèmica de Tenerife
10. Himantoglossum montis-tauri Kreutz & W.Lüders (1997).
11. Himantoglossum robertianum (Loisel.) P. Delforge (1999).